# Убице мог оца (1. сезона)
Прва сезона серије Убице мог оца је премијерно емитована од 23. октобра 2016. до 1. јануара 2017. године на каналу РТС 1 и броји 10 епизода.

## Радња
Радња почиње када главни јунак, млади инспектор београдске полиције Александар Јаковљевић, упркос свом проблематичном понашању, добија важан случај - убијена је кћерка јединица угледног човека чија фирма гради највећи стамбено - пословни комплекс у региону. Истрага иде и у том смеру али, Александар иако растрзан својим проблемима, ништа не оставља случају и копа по сваком сегменту живота убијене девојке, несвестан којој опасности се излаже, јер је некоме стало да се то убиство што пре заташка. Александра мучи и лични бол над никад решеним убиством његовог оца Милета, такође полицијског инспектора а кад открије да су оба убиства можда повезана, за њега решавање убиства младе девојке постаје мисија. Неће знати коме да верује на том путу, да ли свом шефу и најбољем пријатељу покојног оца, начелнику полиције Марјановићу, да ли колеги Мирку или двема женама у свом животу, Марији - јавном тужиоцу са којом је у вези, док му се у срце не увуче млада форензичарка Јелена. Док све ризикује и очајнички трага за истином, неће знати колико она може да буде заправо болна...

## Улоге

### Главне
- Вук Костић као Александар Јаковљевић
- Тихомир Станић као Предраг Марјановић
- Марко Јанкетић као Мирко Павловић
- Катарина Радивојевић као Марија Раденковић
- Нина Јанковић Дичић као Јелена
- Елизабета Ђоревска као Оља Јаковљевић
- Славко Штимац као Сава

### Епизодне
- Миодраг Радоњић као Зоран Јанкетић
- Небојша Глоговац као Јован Деспотовић
- Гордан Кичић као Заступник Милош Рончевић
- Наташа Нинковић као Наталија Деспотовић
- Јелисавета Орашанин као Тијана Поповић
- Драган Мићановић као Коста Томић
- Уликс Фехмиу као Живојин Савић Жика
- Александар Филимоновић као Дејан Митровић
- Нада Блам као Комшиница Мица
- Александар Ђурица као Страхиња Бојић
- Ања Алач као Теодора Деспотовић
- Предраг Бјелац као Никола Ковачевић
- Андреа Ржачанин као Лидија
- Марта Ћеранић као Весна Томић
- Милан Чучиловић као Полицајац
- Радоје Чупић као Уредник Жарко
- Славиша Чуровић као Тужилац Мишко
- Дејан Дедић као Момак
- Иван Ђорђевић као Веселин Бајовић Веса
- Младен Дедић као Стражар у полицији
- Стојан Ђорђевић као Затворски чувар
- Бранко Ђурић  као Заступник Љубинковић
- Ташана Ђорђевић као Газдарица
- Наташа Дракулић као Дактилографкиња
- Ивана Дудић као Миланка Дракулић
- Игор Филиповић као Станић
- Никола Глишић као Радош
- Ђорђе Живадиновић Гргур као Петар Ковачевић Пеца
- Растко Јанковић као Полицајац Иван
- Владимир Јоцовић као Муж власника
- Немања Јокић као Конобар
- Мирјана Карановић као Загорка Обрадовић
- Младен Кнежевић као Полицајац
- Тамара Крцуновић као Иванка Арсић
- Андрија Кузмановић као Бата
- Славко Лабовић као Срђан Журић Срле
- Александар Лазић као Газда мотела
- Драган Маринковић као Милован Попадић Луне
- Драган Марјановић као Немања Журић
- Ђорђе Марковић као Обезбеђење
- Никола Марковић као Чувар гробља
- Ненад Окановић као Петар Копчалић Пера
- Драгиња Милеуснић као Медицинска сестра
- Срђан Пантелић као Маскирани
- Марко Павловић као Конобар
- Милена Павловић као Савка
- Александра Пејић као Купац
- Дејан Петошевић као Портир
- Јована Плескоњић као Салонски радник
- Милена Предић као Славица
- Вахидин Прелић као Лекар
- Јелена Раденовић као Чистачица
- Даша Радмановић као Копирка
- Стефан Радоњић као Портпарол полиције Игор
- Марија Ратковић Видаковић као Чистачица
- Маја Шиповац као Катарина
- Андреј Срећковић као Сани
- Јована Стевић као Новинарка Даница
- Милена Васић као Биљана Мргуд Биба
- Иван Заблаћански као инспектор Влада Петровић
- Марина Ћосић као Милица Деспотовић

### Гост
- Халид Бешлић као он лично

## Епизоде
| Бр. у серији | Бр. у сезони | Назив          | Редитељ                             | Сценариста                            | Премијерно емитовање |
| --- | ------------ | -------------- | ----------------------------------- | ------------------------------------- | -------------------- |
| 1 | 1            | "Епизода 1.1"  | Предраг Антонијевић и Иван Живковић | Наташа Дракулић и Предраг Антонијевић | 23. октобар 2016.    |
| Млади инспектор Јаковљевић и његов партнер истражују убиство младе девојке која је запаљена у кукурузном пољу. Истрага доводи до друштва у власништву оца жртве, а чини се да је друштво у дуговима. |              |                |                                     |                                       |                      |
| 2 | 2            | "Епизода 1.2"  | Предраг Антонијевић и Иван Живковић | Наташа Дракулић и Предраг Антонијевић | 30. октобар 2016.    |
| Александар и Мирко су одвели Страхињу у притвор. Током претреса Страхињиног стана пронашли су занимљиву слику непознате особе која може бити могући траг и која открива позадину односа између Косте и Наталије. |              |                |                                     |                                       |                      |
| 3 | 3            | "Епизода 1.3"  | Предраг Антонијевић и Иван Живковић | Наташа Дракулић и Предраг Антонијевић | 6. новембар 2016.    |
| Иако су начелник Марјановић и тужитељка Марија оптужили Страхињу, Александар је уверен да Страхиња није крив за убиство Милице. Нашавши доказе да је Страхиња невин, Александар покушава да поново отвори случај, али за Марјановића, овај случај је решен. У међувремену, постоји још један леш, што није случајно. |              |                |                                     |                                       |                      |
| 4 | 4            | "Епизода 1.4"  | Предраг Антонијевић и Иван Живковић | Наташа Дракулић и Предраг Антонијевић | 13. новембар 2016.   |
| Александар и Мирко су сазнали да је Миличин дечко, познати тенисер, укључен у цео злочин и више него што су мислили јер су нашли његов француски пасош и чини се да је прешао Српско-Бугарску границу уз помоћ њега у ноћи злочина. Они су такође открили да је нова жртва Лидија, Миличина најбоља другарица и један од сведока у случају. Истрага је показала да то није било самоубиство, него убиство и да су убиства Милице и Лидије очигледно уско повезана. |              |                |                                     |                                       |                      |
| 5 | 5            | "Епизода 1.5"  | Предраг Антонијевић и Иван Живковић | Наташа Дракулић и Предраг Антонијевић | 27. новембар 2016.   |
| Страхиња се обесио у својој затворској ћелији. Александар је нашао доказ за позив између Дејана, бившег Миличиног дечка и Николе Ковачевића, Пециног оца и министра у Српској влади. Јован је сазнао за везу између Косте и Наталије. Тужитељка Марија је рекла Александар да је у четвртом месецу трудноће са њим. |              |                |                                     |                                       |                      |
| 6 | 6            | "Епизода 1.6"  | Предраг Антонијевић и Иван Живковић | Наташа Дракулић и Предраг Антонијевић | 4. децембар 2016.    |
| Мирко и Александар се слажу да ухапсе Дејана. Александар открива везу између директорке полиције Обрадовић, Јованове супруге и Николе Ковачевића. Александар, Мирко и Пера упадају у стан начелника Марјановића. Александар проналази свуда своје слике из детињства, али нигде слике његовог оца пошто су Марјановић и његов отац били најбољи пријатељи. |              |                |                                     |                                       |                      |
| 7 | 7            | "Епизода 1.7"  | Предраг Антонијевић и Иван Живковић | Наташа Дракулић и Предраг Антонијевић | 11. децембар 2016.   |
| Александар је посетио Јованову жену и показао јој њене оптужујуће слике па је натерао да ради за њега. Пеца је рекао свом оцу Николи да му је отворио трезор и дао све списе Александру. У међувремену, Александрова веза и Срлетов човек хоће да се састане са њим насамо и открива да је Марјановић на неки начин повезан са Срлетом. |              |                |                                     |                                       |                      |
| 8 | 8            | "Епизода 1.8"  | Предраг Антонијевић и Иван Живковић | Наташа Дракулић и Предраг Антонијевић | 18. децембар 2016.   |
| Александар је ухапшен по налогу директорке Обрадовић јер она зна да је у ноћи пуцњаве он требало да се састане са Марјановићем. Мучили су га како би признао да је био са Марјановићем те ноћи. Јелена и Сава су лажирали доказе како би ослободили Александра из притвора. |              |                |                                     |                                       |                      |
| 9 | 9            | "Епизода 1.9"  | Предраг Антонијевић и Иван Живковић | Наташа Дракулић и Предраг Антонијевић | 25. децембар 2016.   |
| Тијана је обавестила Александра како Никола и Обрадовићка желе да убију Марјановића, његову мајку и њега. Коста је посетио Наталију и сазнао да је она своје акције "Ситиленда" оставила Николи Ковачевићу. Коста је обавестио Јована о томе па су схватили да је Никола изазвао све њихове невоље. Марјановић је рекао Обрадовићки да је знао за њу и Срлета. |              |                |                                     |                                       |                      |
| 10 | 10           | "Епизода 1.10" | Предраг Антонијевић и Иван Живковић | Наташа Дракулић и Предраг Антонијевић | 1. јануар 2017.      |
| Врло неочекивани преокрет у току истраживања доказа - решавање убиства Милице, министар Никола Ковачевић је дао оставку, а Марјановић је именован за директора полиције и испоставило се да је Марјановић дубоко умешан у све што се догодило више него што је Александар мислио. |              |                |                                     |                                       |                      |

## Филмска екипа
- Режија:Предраг Антонијевић
- Сценарио:Наташа Дракулић
Предраг Антонијевић
- Продуценти: Угљеша Јокић 
 Марија Берета
- Директори серије:Миодраг Стевановић 
Даша Радмановић
- Директор Фотографије:Милош Кодемо
- Монтажа:Филип Дедић
- Композитор:Александра Ковач
- Костим:Момирка Баиловић
- Сценографија:Јелена Милиновић
- Помоћник редитеља:Иван Живковић
- Продукција:Work in Progress 
 РТС